# Wolfgang Schneiderhan
Wolfgang Eduard Schneiderhan (Vienna, 28 maggio 1915 – Vienna, 18 maggio 2002) è stato un violinista austriaco.

## Biografia

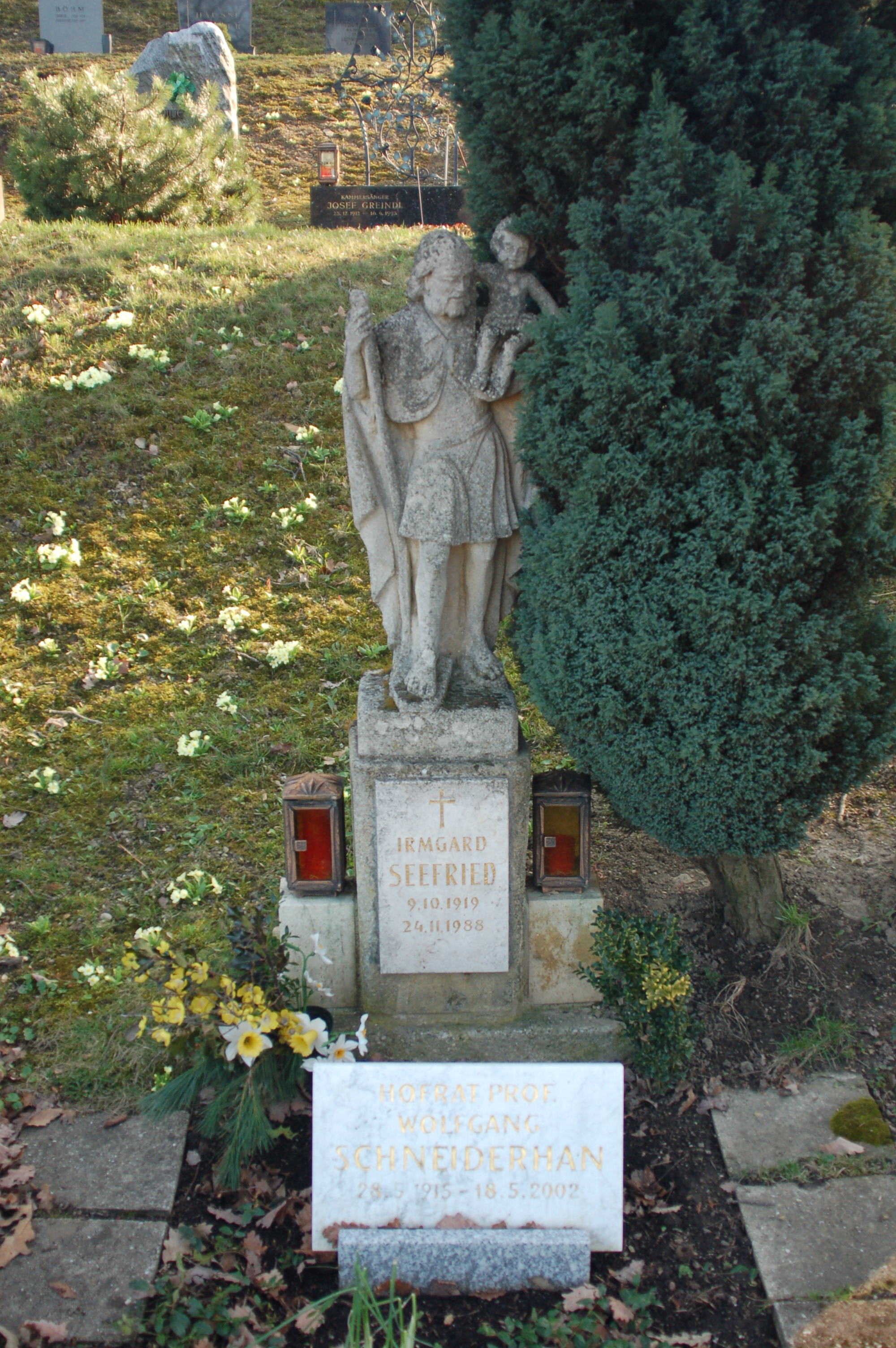
Tomba

Inizia i propri studi con la madre e dal 1922 al 1928 nella città boema di Pisek con Otakar Ševčík e dal 1925 a Vienna con l'ungherese Julius Winkler, facendosi immediatamente apprezzare quale bambino prodigio.
È vissuto per qualche tempo in Inghilterra, dove ha dato concerti assieme a celebri cantanti quali Maria Jerritza, Feodor Scjaljapin, Jan Kiepura, Paul Robeson ed altri ancora. Divenne poi il primo violino dell'Orchestra Sinfonica di Vienna e, più tardi, dell'Orchestra Filarmonica della capitale austriaca.
Ha fondato anche un suo quartetto che poi ha preso il nome di Barylli ed ha poi sostituito Georg Kulenkampff nel trio con Edwin Fischer ed Enrico Mainardi.
Nel 1948 si unì in matrimonio con il soprano Irmgard Seefried.
Ha insegnato alla Staatsakademie di Vienna, al Mozarteum di Salisburgo ed a Lucerna, dove, con Baumgartner, ha fondato nel 1956 anche l'orchestra da camera Festival Strings Lucerne.

## Discografia
- Beethoven: Complete Violin Sonatas - Carl Seemann/Wolfgang Schneiderhan, Deutsche Grammophon
- Beethoven Brahms, Triploconc./Doppioconc. - Anda/Schneiderhan/Fricsay, 1960 Deutsche Grammophon
- Beethoven Mozart, Conc. vl./Conc. vl. n. 5 - Schneiderhan/Jochum/BPO, Deutsche Grammophon
- Mozart, Son. vl. e pf. compl. - Schneiderhan/Seeman, 1953/1955 Deutsche Grammophon